# Jan van Emden
Jan Egbert Gustaaf van Emden (geboren 5. August 1868 in Paramaribo, Niederländisch-Guayana; gestorben 23. März 1950 in Den Haag) war ein niederländischer Psychoanalytiker.

## Leben

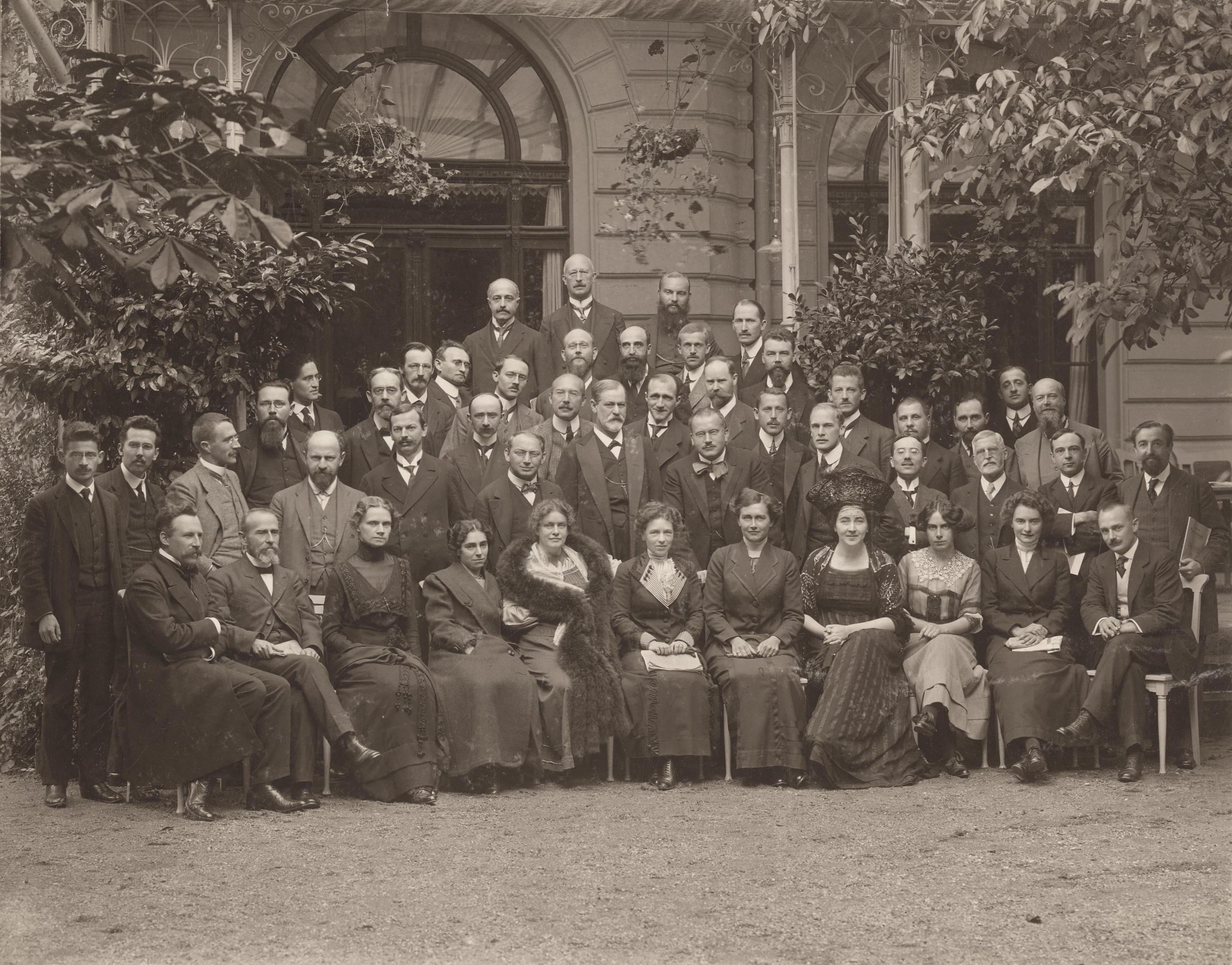
Van Emden beim Dritten Psychoanalytikerkongress 1911 in Weimar (in der Mitte, oberhalb von Freud)

Jan Egbert Gustaaf van Emden war ein Sohn des Abraham Julius (Bram) van Emden (1834–1906), Präsident des Gerichts von Suriname, und der Catharina Johanna (Kate) Moll (1845–1877).
Er studierte Medizin an der Universität Leiden und wurde 1896 mit der Dissertation Bijdragen tot de kennis van het bloed promoviert. Im selben Jahr heiratete er Alexandrine Petronella van Renterghem (1874–1941). Er arbeitete als Arzt in Leiden. Er traf 1910 Sigmund Freud bei dessen Patienten Jan Rudolf De Bruïne Groeneveldt in Leiden, und die beiden freundeten sich an. Im Mai 1911 war er erstmals bei einem Mittwochstermin der Wiener Psychoanalytischen Vereinigung (WPV), besuchte im Sommer Freud bei dessen Kur in Karlsbad und absolvierte eine Lehranalyse bei ihm. Van Emden nahm am Dritten Psychoanalytikerkongress in Weimar teil und wurde im Herbst des Jahres 1911 Mitglied der WPV. 1912 war er zeitweise in Wien und übersetzte Freuds Vorträge, die dieser 1909 an der Clark University gehalten hatte, ins Niederländische. 1913 hielt er beim Vierten Psychoanalytikerkongress in München den Vortrag Zur Analyse eines Falls von angeblicher Epilepsie bei einem Kinde und war auch bei den folgenden Kongressen unter den Vortragenden.
Im Jahr 1917 gehörte van Emden, der inzwischen nach Den Haag umgezogen war, zu den Gründungsmitgliedern der „Niederländischen Psychoanalytischen Vereinigung“ und wurde 1919 ihr Präsident. Er wurde später auch Mitglied und Vorsitzender der 1933 gegründeten „Gesellschaft der Psychoanalytiker in den Niederlanden“. Nach der deutschen Besetzung der Niederlande 1940 zog er sich aus dem öffentlichen Leben zurück. Er überlebte die deutsche Judenverfolgung.

## Schriften (Auswahl)
- Bijdragen tot de kennis van het blood. Leiden: P.W.M. Trap, 1896. Dissertation.
- Sigmund Freud: Over psycho-analyse. Übersetzung ins Niederländische Jan van Emden. Leiden: Van Doesburgh, 1912 (Five lectures on psycho-analysis)
- Selbstbestrafung wegen abortus. Zentralblatt für Psychoanalyse, 1912, 2, S. 647.
- Sigmund Freud: Beschouwingen over oorlog en dood. Leiden: Van Doesburgh, 1917 (Zeitgemäßes über Krieg und Tod)
- Zur Bedeutung der Spinne in Symbolik und Folklore. Internationale Zeitschrift für Psychoanalyse, 11, S. 51